# انقلاب الغابون 2023
انقلاب الغابون (2023) حيث أعلن ضباط كبار في جيش الغابون الغاء نتائج الانتخابات، وإغلاق حدود البلاد، وحل مؤسسات الدولة. في بيان متلفز صباح الأربعاء 30 أغسطس، عقب إعلان لجنة الانتخابات فوز الرئيس علي بونغو أونديمبا بولاية ثالثة في 29 أغسطس.
وقد أنهى الانقلاب حكم عائلة بونغو على الغابون والذي دام 56 عاماً، وهو الانقلاب الناجح الثامن الذي يحدث في غرب ووسط إفريقيا منذ عام 2020، وذلك بعد انقلابات مماثلة في مالي (مرتين في 2020 و2021) وتشاد وغينيا وبوركينا فاسو (مرتان في يناير وسبتمبر 2022) والنيجر.

## خلفية
جرت الانتخابات الرئاسية في 26 أغسطس 2023، وأُعلن عن فوز الرئيس الحالي علي بونغو أونديمبا، بولاية ثالثة وبنسبة 64.27 بالمائة في انتخابات بدورة واحدة على منافسه الرئيس ألبير أوندو أوسا الذي حصل على 30.77% أما باقي المرشحون ال12 فقد حصلوا على ما تبقى من أصوات، وبلغت نسبة المشاركة 56.65%، وظهرت اتهامات بالتزوير الانتخابي وعدم انتظام العملية من قبل الأحزاب المعارضة والمراقبين المستقلين، مما ألقى بظلال الشك على شرعية نتائج الانتخابات.

## الانقلاب
ظهر مجموعة من ضباط الجيش الغابوني على التلفزيون الوطني في ساعات الصباح الأولى من يوم الأربعاء وأعلنوا أنهم قد تولوا السلطة بعد إعلان هيئة الانتخابات الحكومية فوز الرئيس علي بونغو بولاية ثالثة، وقالوا إنهم يمثلون كل قوات الأمن والدفاع في الدولة الواقعة في وسط إفريقيا. وأعلنوا إلغاء نتائج الانتخابات، وإغلاق جميع الحدود حتى إشعار آخر، وحل المؤسسات الحكومية.

## ردود الفعل
- فرنسا: صرح المتحدث باسم الحكومة الفرنسية، أوليفييه فيران، بأن فرنسا تدين الانقلاب العسكري.[7]
- روسيا: قال المتحدث باسم الرئاسة الروسية ديمتري بيسكوف: «قلقون للغاية بشأن الوضع في الغابون»، وأضاف: «نحن نتابع عن كثب ما يجري هناك».[8][9]
- مصر: قال السفير أحمد أبو زيد المتحدث الرسمي باسم وزارة الخارجية، إن مصر تتابع باهتمام التطورات المتلاحقة التي تشهدها دولة الغابون الشقيقة، وتدعو جميع الأطراف إلى إعلاء المصلحة الوطنية حفاظًا على أمن واستقرار وسلامة البلاد.[10]
- تركيا: قالت وزارة الخارجية التركية: «إننا نتابع التطورات في الجابون عن كثب وبعناية. ونأمل أن يتم استعادة السلام والاستقرار في البلاد».[11]
- الصين: قال وانغ وون بين المتحدث باسم وزارة الخارجية الصينية، بمؤتمر صحفي إن الصين وقال «إن الصين تدعو الأطراف المعنية في البلاد إلى الانطلاق من المصالح الأساسية للأمة والشعب، وحل الخلافات سلميا من خلال الحوار، واستعادة النظام بوقت مبكر، وضمان السلامة الشخصية للرئيس علي بونغو أونديمبا، وحماية المصالح الأكبر. وقال إن الصين تتابع عن كثب «التطورات في الجابون».[12]
- الإتحاد الإفريقي: أدان موسى فكي، رئيس مفوضية الاتحاد الأفريقي، ما وصفها محاولة الانقلاب بالغابون، وقال إنه يتابع بقلق بالغ الوضع في جمهورية الجابون ويدين بشدة محاولة الانقلاب في البلاد كوسيلة لحل الأزمة الحالية التي أعقبت الانتخابات". ودعا الجيش وقوات الأمن الجابونية إلى «الالتزام الصارم برسالتهم الجمهورية» وضمان سلامة بونغو وعائلته وأعضاء حكومته. كما وصف أحداث الأربعاء بأنها «انتهاك صارخ» للأدوات القانونية والسياسية للاتحاد الأفريقي.[13][14]

## طالع أيضًا
- محاولة انقلاب 2019 في الغابون